# Вторник

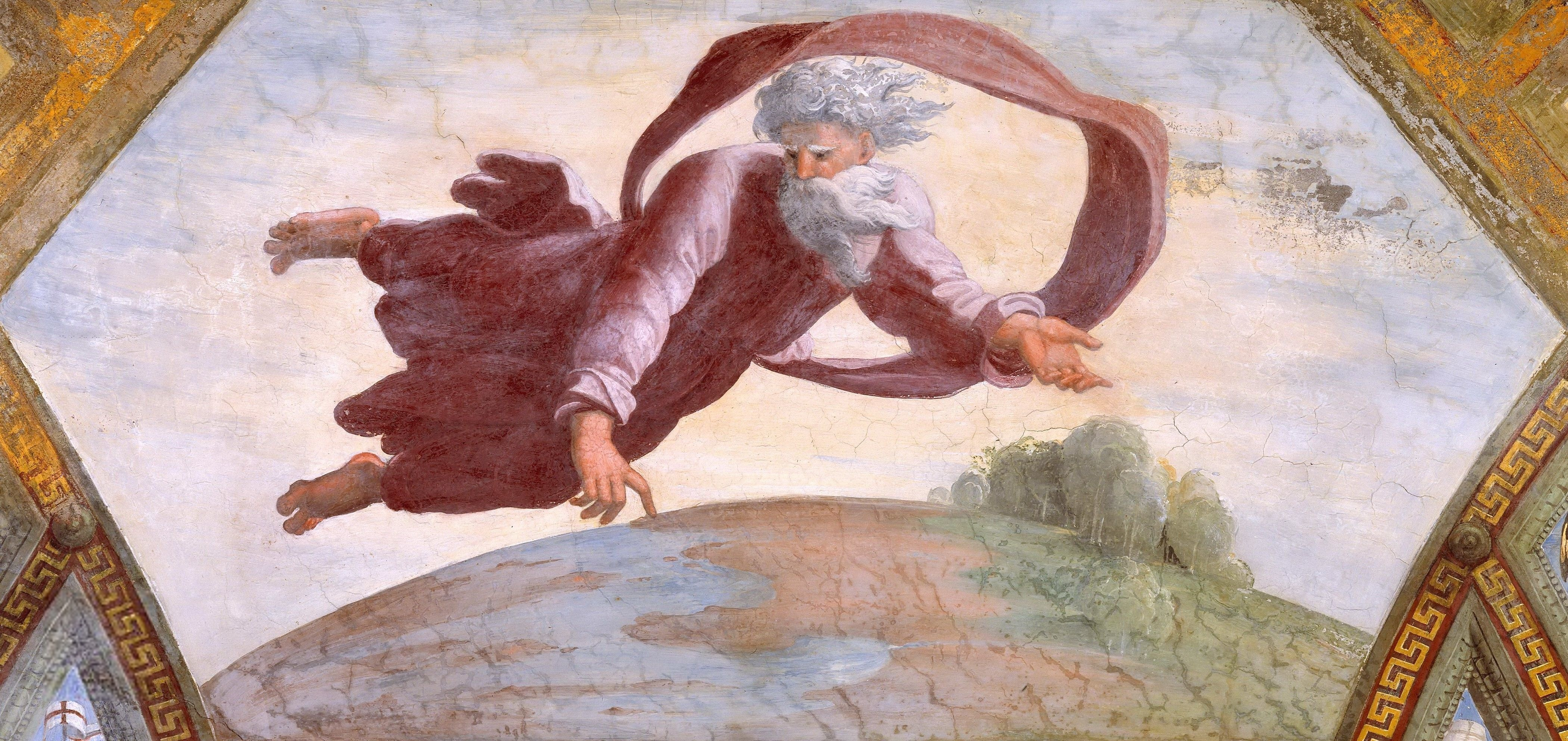
Третий день («вторник») Божьего сотворения мира, появление суши и растений. Рафаэль, 1518 или 1519 гг.

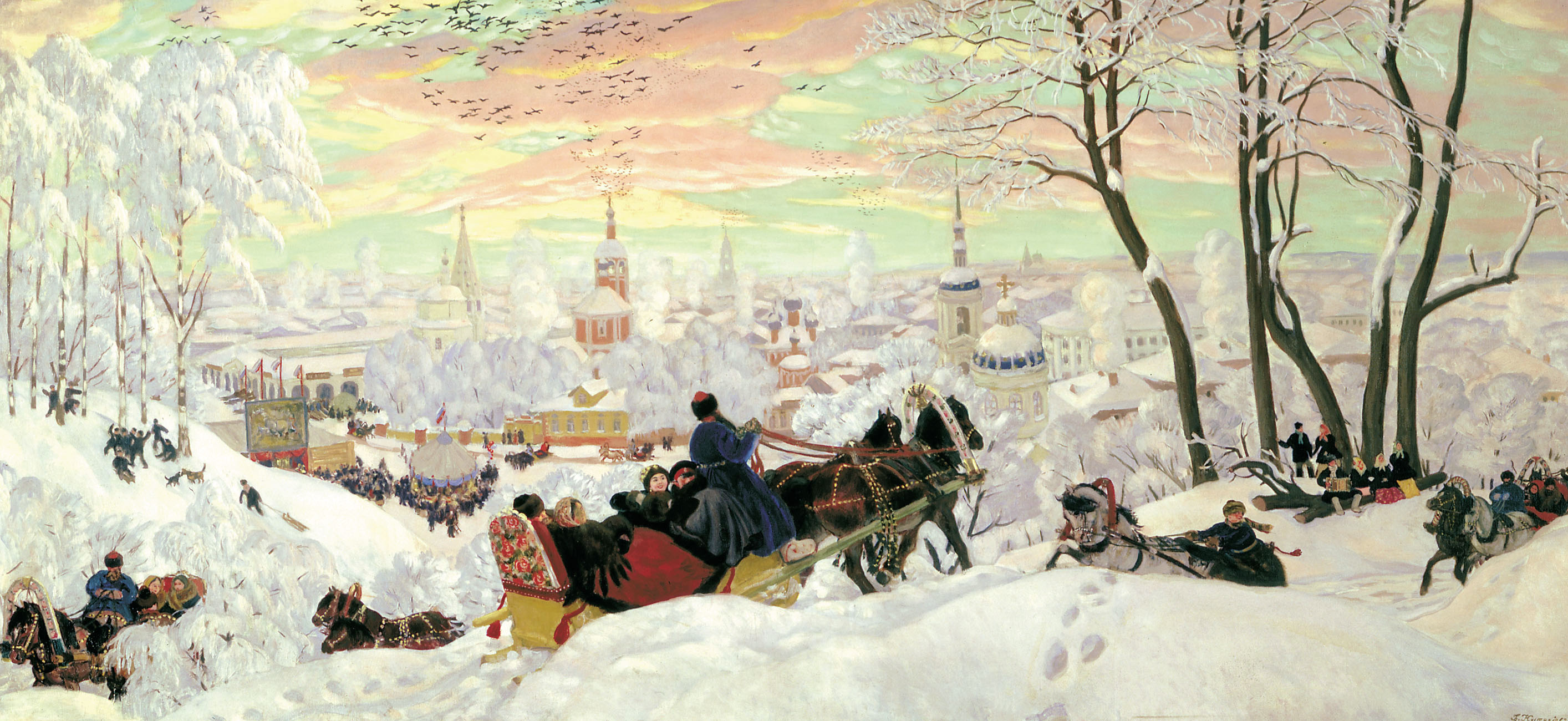
Блинный вторник Масленица. Художник Борис Кустодиев, 1916 год

Вто́рник — день недели между понедельником и средой. Согласно международному стандарту ISO 8601, это — второй день недели, хотя в некоторых традициях является третьим.

## Этимология

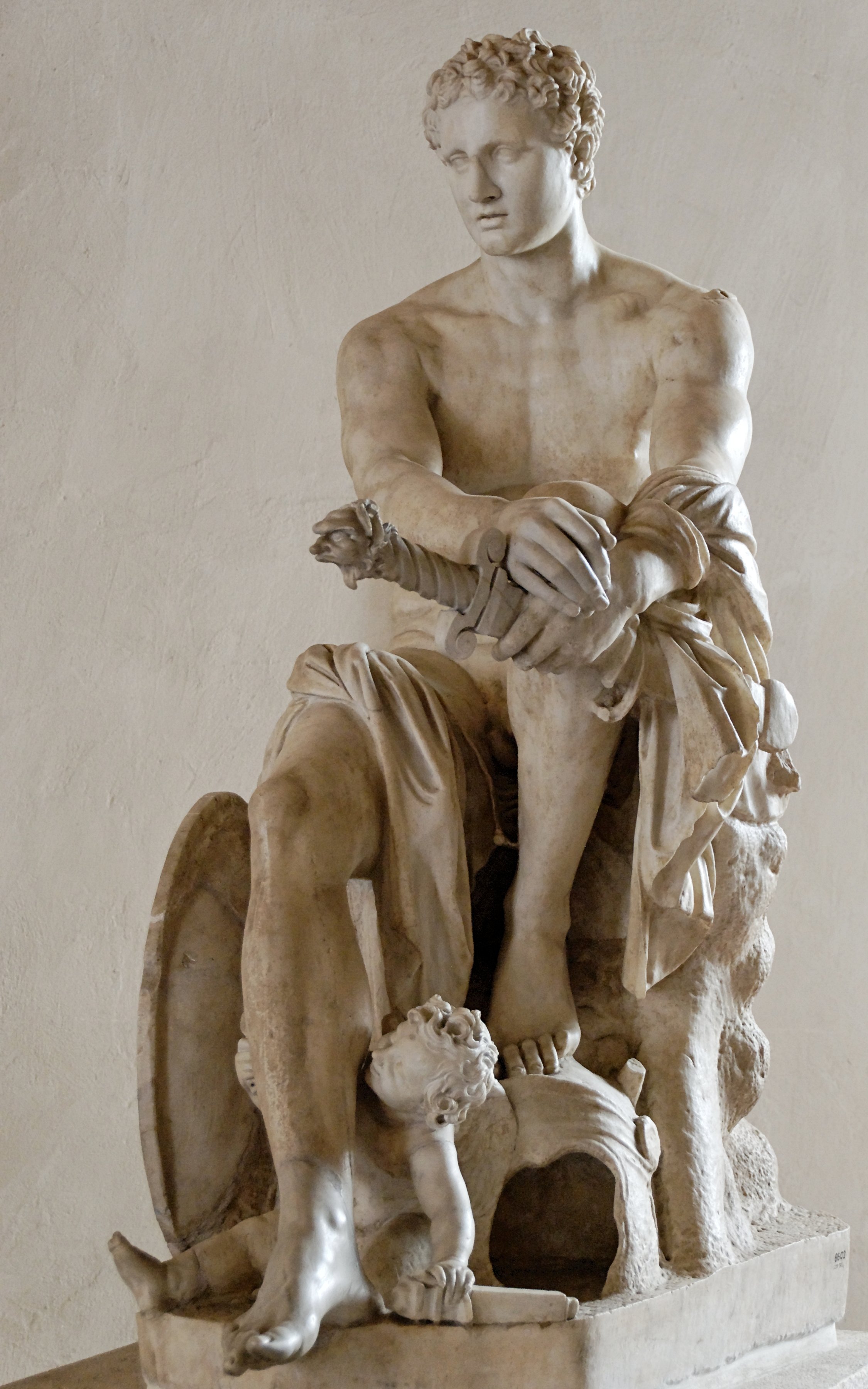
Римская копия статуи Ареса, бога, от которого идёт традиция называния вторника в честь гения войны и его планеты во многих языках

Слово «вторник» имеет аналоги в других славянских языках (бел. аўторак, укр. вівторок, болг. вторник, макед. вторник, серб. уторак, пол. wtorek, словац. utorok, словен. torek, русин. віторок, чеш. úterý).
В армянском (Երեքշաբթի — ерекшабти́), грузинском (სამშაბათი — самшабати), башкирском (шишәмбе), таджикском (сешанбе), татарском (сишәмбе) и казахском (сейсенбі) языках слово произошло от персидского се-шанба буквально означающего «три (дня) от субботы».
У древних римлян был посвящён Марсу (фр. Mardi, итал. Martedì), у северогерманских племён — по аналогии Тиу (норв. Tysdag), что отразилось в его названиях на романских и германских языках.
Латинское имя вторника dies Martis («день Марса») является переводом древнегреческого ἡμέρα Ἄρεως (день Ареса). Ассоциация дней семидневной недели с семью классическими планетами, вероятно, восходит к эллинистическому периоду. Между I и III столетиями Римская империя постепенно заменила восьмидневный римский рыночный цикл семидневной неделей. На большинстве языков с латинским происхождением (французский, испанский, итальянский), день назван в честь Марса, римского бога войны.
Английское имя получено из древнеанглийского Tiwesdæg и среднеанглийского Tewesday (современном английском Tuesday). Это был древнегерманский перевод с латыни, где имя бога войны Марса изменено на имя сходного по функциям германского бога Teiwaz (древнеанглийский Tiw). Таким образом вторник буквально означает «День Тиу». Tiw — древнеанглийская форма протогерманского бога *Tîwaz, или Týr на древненорвежском языке, бога войны и закона.
На классических языках Индии пали и санскрите, так же как в Таиланде, вторник называется Ангарака («тот, кто имеет красный цвет») и посвящён Мангалу, богу войны, и Марсу, красной планете.
«Вторник», в буквальном переводе с японского, — «день огня» (火曜日).

## Религиозное соблюдение
Поскольку первый (после субботы) день Ветхозаветной недели у христиан стал воскресеньем, то «вторником» стал называться третий день. В православной церкви вторники посвящены ветхозаветным святым, преимущественно пророкам, вершиной которых является Иоанн Креститель, которому по вторникам в течение всего года поют гимны из Октоиха на вседневных службах (когда на эти вторники не попадают никакие большие церковные праздники). Только в период пения Триоди, обычно по вторникам, может стихословиться очень редкая вторая песнь канона.
Вторник, вместе с воскресеньем, субботой, четвергом и понедельником, может быть как постным днём (в дни многодневных постов, а также в сочельники, в Воздвижение Креста Господня и в Усекновение главы Иоанна Предтечи), так и непостным (скоро́мным) — в остальные дни. По вторникам, четвергам и субботам православная церковь не совершает венчание, так как эти дни, либо накануне постных дней (среды и пятницы), либо накануне большого праздника (воскресенье — малая Пасха).

### Особые вторники
- В Великий вторник, который приходится на Страстную неделю, христиане вспоминают проповедь Иисуса Христа в Иерусалиме: о втором пришествии (Мф. 24), притча о десяти девах (Мф. 25:1—13), притча о талантах (Мф. 25:14—30);
- Во вторник Светлой седмицы: чествуется Иверская икона Божией Матери и Шуйская икона Божией Матери, а также преподобномучеников отцов Давидо-Гареджийских (XVII век, Грузия);
- В Радоницу — во вторник Антипасхи совершается первое гласное поминовение усопших после перерыва в период Лазаревой субботы, Входа Господня в Иерусалим, Страстной седмицы, Пасхи и Светлой седмицы.

В католических странах день перед Великим постом называется «жирным вторником» (см. Марди Гра). Пасхальный вторник — это вторник в пределах Октавы Пасхи в западно-христианском календаре.
В индуизме вторник популярен для поклонения и молитвы Хануману, Дурге, Кали и Ганешу. Для части индуистов вторник — это день поста.

## Культурные традиции вторника

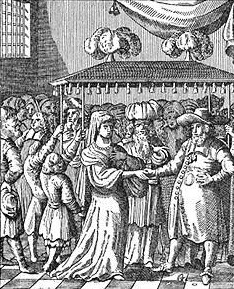
Еврейская свадьба: вторник считался самым удачным днём для начала совместной жизни

У евреев вторник считается самым подходящим днём для свадьбы, поскольку в книге «Бытие» при описании сотворения мира про этот день дважды сказано «хорошо», что выделило его из остальных будних дней.
В греческой культуре вторник считается неудачным днём, так как это день падения Константинополя. У испанцев есть поговорка «Во вторник не женись и не отправляйся в путешествие» (исп. En martes, ni te cases ni te embarques). Считается, что это причиной этому является связь между вторником и Марсом, богом войны, и, следовательно, связано со смертью. Вдобавок, в испаноязычном мире 13-е число месяца неудачно, если оно выпадает на вторник, а не на пятницу.
В тайском солнечном календаре название дня происходит из слова на языка пали, означающего планету Марс, буквально «Пепел Мертвых»; цвет, связанный со вторником — розовый.
Вторник — обычный день для выборов в Соединенных Штатах Америки. Федеральные выборы проводятся во вторник после первого ноябрьского понедельника; эта дата была установлена законом 1845 года для президентских выборов (конкретно — для избрания Коллегии выборщиков) и была также приурочена для проведения выборов в Палату представителей (в 1875 г.) и в Сенат в (1914 г.). Вторник в начале девятнадцатого века с практичной стороны был весьма удобным днём голосования: предполагалось, что гражданам, возможно, придётся добираться к избирательным участкам в течение целого дня, и, если приурочить выборы к понедельнику, то многие не захотят выезжать из дома в воскресенье, поскольку в этот день подавляющее большинство населения посещает богослужения.
В России постановлением Народного комиссариата от 3 сентября 1919 года на вторник был перенесён праздничный отдых для «работников народного питания и общежитий».

## Прочее
В астрологии вторник связан с планетой Марс и имеет символ этой планеты ♂ . Поскольку Марс управляет Овном и Скорпионом, эти знаки также связаны со вторником.
Видеоигры в Соединенных Штатах обычно выпускаются по вторникам, этот факт приписывался маркетинговой кампании Sonic the Hedgehog 2 «Sonic 2s day». Кроме того, во вторник в США выпускаются DVD, а также Blu-ray. Музыкальные альбомы, как правило, выпускались и по вторникам, но с 2015 года они выпускаются по пятницам как и во всём мире.
29 октября 1929 года в США назван Чёрный вторник, это — начало большой паники на фондовом рынке, первый вторник после Чёрного четверга, который стал началом Великой депрессии.
Вторник исправлений — второй вторник каждого месяца компания Microsoft выпускает обновления (патчи) для своих программ. Некоторые системные администраторы в шутку также называют этот день Чёрный вторник.
Супервторник — день, когда многие американские штаты проводят свои президентские первичные выборы.